# Era Wodnika

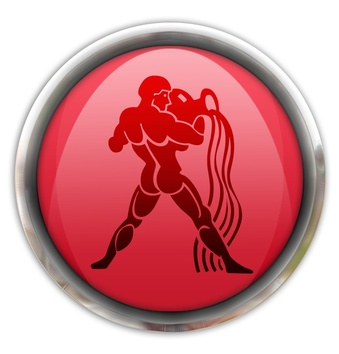
Symbol ery Wodnika

Era Wodnika – jedna z dwunastu epok astrologicznych. Jest to epoka poprzedzająca Erę Koziorożca i następująca po Erze Ryb. W tej epoce punkt Barana znajduje się w gwiazdozbiorze Wodnika. Ery zmieniają się cyklicznie mniej więcej co 2150 lat (w wyniku przesuwania się punktu Barana względem gwiazd, wskutek precesji osi obrotu Ziemi), pełny cykl (rok platoński) trwa około 25 770 lat.
Według astrologów ery te mają związek z duchowym rozwojem ludzkości. W obecnych czasach kończy się Era Ryb, a zaczyna Era Wodnika.
Termin Era Wodnika został rozpropagowany przez ruch New Age, oba terminy są używane często zamiennie. W niektórych odłamach New Age ma charakter millenarystyczny i jest zapowiedzią Ery Wodnika, która ma być początkiem złotego wieku pełnego obfitości i wzajemnego zrozumienia. Według tych poglądów Era Wodnika będzie okresem głębokich przemian społecznych, państw bez granic, świadomości planetarnej. Era Wodnika jest symbolicznie przedstawiana w postaci młodego człowieka wylewającego wodę z dzbana na kulę ziemską. Zwolennicy kręgów wodnikowych bazują zasadniczo na astrologii ezoterycznej, zajmującej się układaniem horoskopów i badaniem wpływu, jaki ciała niebieskie wywierają na sprawy doczesne.
Jednym z pierwszych ludzi, którzy wykorzystywali koncepcję Wodnika w swoich pracach był Levi H. Dowling (1844–1911). Twierdził, że w 1907 za pośrednictwem Visel (Bogini Mądrości lub Świętego Oddechu) otrzymał w transie mediumicznym Wodnikową Ewangelię Jezusa Chrystusa. Nadejście Ery Wodnika zapowiadali także Alice Bailey Drugie przyjście Chrystusa (The Reappearance of Christ) oraz Paul Le Cour w książce Era wodnika. Tajemnice Zodiaku. Niedaleka przyszłość ludzkości.
Wodnik jako symbol Nowej Ery stał się popularny za sprawą musicalu Hair, jeden z przebojów tego musicalu to  Czas Wodnika. Pojęcie Wodnika weszło do powszechnego użytku po publikacji w 1980 r. książki Marilyn Ferguson The Aquarian Conspiracy. Personal and Social Transformation in the 1980s. Praca Ferguson stała się bestsellerem, w kręgach wodnikowych jest nazywana Biblią New Age, stała się lekturą w szkołach i college’ach.